# アルテミス
アルテミス（古希: ΑΡΤΕΜΙΣ (Ἄρτεμις)、古代ギリシア語ラテン翻字: Ártemis）は、ギリシア神話に登場する狩猟・貞潔の女神である。双子の兄弟アポローンがヘーリオスと同一視され太陽神とされたように、後にセレーネーと同一視され月の女神とされた。また、同じく月の女神ヘカテーとも同一視され、三通りに姿を変えるものだとも考えられた。
アルテミスはゼウスとデーメーテールあるいはペルセポネーの娘とも、あるいはディオニューソスとイーシスとの間に生まれた娘とも言われているが、ギリシア人に普及した伝承によればゼウスとレートーの娘で、アポローンとは双生児とされている。アテーナー、ヘスティアーと同様、処女神である。
オリュンポス十二神の一柱とされるが、本来のヘレーネス（古代ギリシア人）固有の神ではない。その名は古典ギリシア語を語源としていないと考えるのが妥当である。アルテミスは、ギリシアの先住民族の信仰（原始宗教）を古代ギリシア人が取り入れたものと、現在の研究では考えられている。

## 概説

### 女神の原像
古くは山野の女神で、野獣（特に熊）と関わりの深い神であったようである。アテーナイには、アルテミスのために、少女たちが黄色の衣を着て、熊を真似て踊る祭があった。また女神に従っていた少女カリストーは、男性（実はアルテミスの父ゼウス）との交わりによって処女性を失ったことでアルテミスの怒りを買い、そのため牝熊に変えられた。また、多産をもたらす出産の守護神の面も持ち、妊婦達の守護神としてエイレイテュイアと同一視された。地母神であったと考えられ、子供の守護神ともされた。
女神は、弓を携え獣を引き連れた森の神として描かれる。「矢をそそぐ女神」という称号を持ち、「遠矢射る神」の称号をもつ弟アポローンと共に疫病と死をもたらす恐ろしい神の側面も持っていた。また産褥の女に苦痛を免れる死を恵む神でもある。また神話の中ではオレステースがイーピゲネイアと共にもたらしたアルテミスの神像は人身御供を要求する神であった。アルテミスに対する人身御供の痕跡はギリシアの各地に残されていた。

### 神としての像
古典時代の神話では、狩猟と貞潔を司る神とされる。アルテミスの祭祀は女性を中心とするものであった。神話ではニュムペーを従えてアルカディアの山野を駆け、鹿を射るが、ときには人にもその矢が向けられる。通常、アポローンとともにデーロス島で生まれたとされるが、これは後世的な伝承で、母レートーがヘーラーの嫉妬を避けて放浪した際、オルテュギアー島でまずアルテミスが生まれ、さらにデーロス島でアポローンが生まれた。
この時アルテミスは生まれたばかりであるにもかかわらず、母の産褥に立会い、助産婦の務めを果たした。この神話に彼女が生殖や出産を司る女神の側面が見て取れる。さらに、まだ幼いうちにゼウスを探して出会い、えびらや短いチュニック、狩りの長靴をねだり、そして妊婦の守護神であることなどをゼウスに願い出たとされる。アポローンと共に行動することがあり、母を侮ったニオベーの子供たちと対決した伝説が伝わる。またアルテミスの怒りに触れて不幸をこうむったものには英雄オーリーオーンやアクタイオーンの伝説がある。

### エペソスのアルテミス崇拝

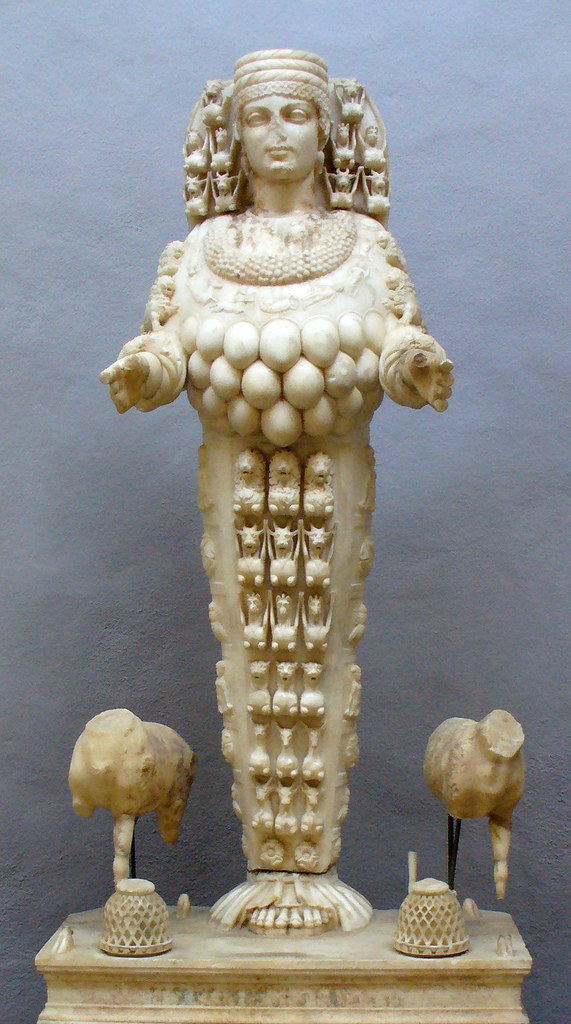
エペソスの女神

小アジアの古代の商業都市エペソスは、アルテミス女神崇拝の一大中心地で、この地にあったアルテミス神殿はその壮麗さで古代においては著名であった。また、この神殿は現在遺跡が残るのみであるが、近くの市庁舎に祀られていた女神の神像は現存している。この像は胸部に多数の卵形の装飾を付けた外衣をまとっており、あたかも「多数の乳房を持つ」ように見える。この像は一般に「多数の乳房を持つ豊穣の女神」として知られ紹介されるが、異説としてこれは牡牛の睾丸（神への生け贄のシンボル）ともされる。
小アジアにおけるキュベレーなどの大地母神信仰と混交して、独特なアルテミス崇拝が存在していたと想定されている。それは植物の豊穣や多産を管掌する地母神としてのアルテミス崇拝であった。この信仰は、古代ギリシアの森や山野の処女神アルテミスのイメージ・原像とは異なっている。また、出産の女神でもあったアルテミスの原像ともかなり異なっている。
キリスト教における使徒・パウロは、『エペソス人への書簡』を通して、エペソスの人々にキリスト教徒のあり方を語っているが、パウロはアルテミス信仰と正面から戦いを挑んでいたとも考えられる。また、『使徒行伝』はエペソスにおける女神信仰の様を偶像崇拝と記している。女神の壮麗な神殿は、キリスト教の地中海世界への伝播とともに信仰の場ではなくなり、やがてゴート族の侵攻で灰燼に帰した。

## 物語
アルテミスについては、オウィディウスなどが『変身物語』において、読み物風の恋愛譚を書き残したことでよく知られる。オーリーオーンとの恋愛の話などが存在する。

### カリストー

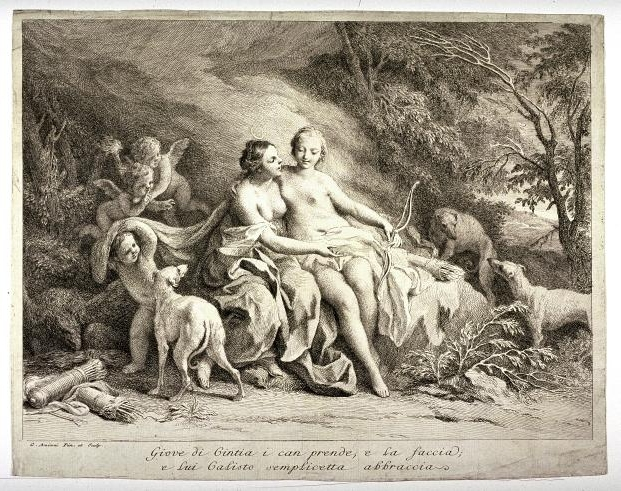
女神の姿でカリストーを欺すゼウス

カリストー (Kallistō) はアルカディアのニュムペーであるが、純潔を誓い、アルテミスに従っていた。ゼウスは姿を変えてカリストーに近づき、彼女を愛した。こうして二人のあいだにアルカディアの祖となるアルカスができるが、アルテミスはこれを怒り、彼女を雌熊に変えた（一説では、ヘーラーが、またゼウス自身が、雌熊に変えた）。カリストーはアルテミスによって殺されたとも、息子アルカスがそれと知らず、熊と思い彼女を殺したともされる。
ゼウスはカリストーを憐れんで天に上げ、おおぐま座にしたとされる。息子アルカスはこぐま座となった（なお、うしかい座もアルカスの姿であるとされる）。しかしこのカリストーは、本来は「アルテミス・カリステー」（Artemis Kallistē, もっとも美しいアルテミス）であり、アルテミス自身のことであったと考えられる。

### アクタイオーン
アクタイオーン (Aktaiōn) は、アポローンの子アリスタイオスと、カドモスの娘アウトノエーとのあいだに生まれた子で、猟師であった。彼は、キタイローン山中で50頭の犬を連れて猟をしていたが、たまたまアルテミスが泉で水浴している姿を垣間見、女神の裸身を見た。アルテミスは怒り、アクタイオーンを鹿に変え、その連れていた50頭の犬に襲わせた。犬たちによってアクタイオーンは引き裂かれて死んだ。

### オーリーオーン

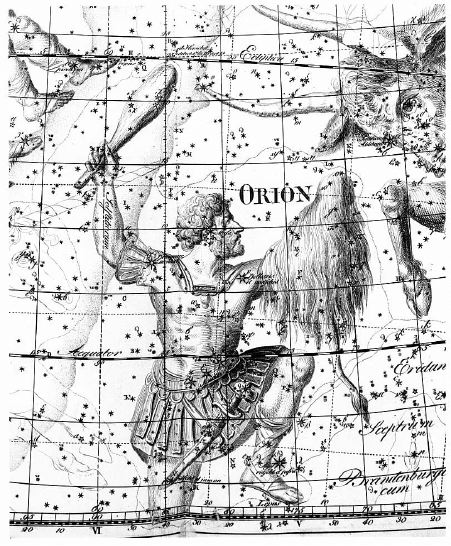
オリオン座

オーリーオーン (Ōrīōn) は、ポセイドーンの息子である。彼は陸でも海でも歩くことができ、そして非常な豪腕の持ち主で、太い棍棒を使って野山の獣を狩る、ギリシア一番の猟師であった。
狩猟の女神であるアルテミスとギリシア随一の狩人であるオーリーオーンは次第に仲良くなっていき、神々の間でも二人は、やがて結婚するだろうと噂されるようになっていった。しかし、アルテミスの双子の兄弟であるアポローンは、乱暴なオーリーオーンが嫌いだったことと純潔を司る処女神である彼女に恋愛が許されないことから、二人の関係を快く思わなかった。だが、アルテミスはアポローンの思惑を気にかけなかった。
そこでアポローンは奸計を以てアルテミスを騙す暴挙に出た。アポローンはアルテミスの弓の腕をわざと馬鹿にし、海に入って頭部だけ水面に出していたオーリーオーンを指さして「あれを射ることができるか」と挑発した。オーリーオーンは、アポローンの罠で遠くにいたため、アルテミスはそれがオーリーオーンとは気づかなかった。
アルテミスは矢を放ち、オーリーオーンは矢に射られて死んだ。女神がオーリーオーンの死を知ったのは、翌日にオーリーオーンの遺骸が浜辺に打ち上げられてからだった。アルテミスは後に神となるほどの腕前の医師アスクレーピオスを訪ね、オーリーオーンの復活を依頼したが、冥府の王ハーデースがそれに異を唱えた。
アルテミスは父であり神々の長であるゼウスに訴えるが、ゼウスも死者の復活を認めることはできず、代わりに、オーリーオーンを天にあげ、星座とすることでアルテミスを慰めた。なお、さそり座は、アポローンが謀ってオーリーオーンを襲わせ、彼が海に入る原因となったサソリであるとされた。そのためオリオン座は今も、さそり座が昇ってくるとそれから逃げて西に沈んでいくという。

## その他
- 気の強さを表すエピソードの多いアルテミスであるが、『イーリアス』においてはトロイア側に味方したためヘーラーに咎められ弓矢を取り上げられて顔を打たれるという仕打ちを受けている[12][13]。
- ギガントマキアーにおいてはギガンテスの一人グラティオーンを倒している。
- 弓と箙で武装した「アポロウーサ」（女破壊者）あるいは「イーオケアイラ」（矢を射かける者）という添名を持つ[14]。黄金の弓矢を持つアルテミスの異称は「クリューセーラカトス」（金の矢を射る者）である[15]。
- エペソスにおけるアルテミス崇拝は、マルセイユを経てローマに伝わり、女神はローマ神話のディアーナと同一視された。
- 薬草アルテミシア（ヨモギ属）の名はアルテミスに由来し、女性の月経や分娩を整えるなど、多くの効能からよく用いられた。
- 雌熊を象徴としたり[14]、熊の姿をした女神として崇められたこともあった[3]。また、猟犬か鹿を従えた姿で表現され[3]、糸杉もその象徴である[16]。
- ヤママユガ科の蛾の一種であるオオミズアオの学名は Actias artemis（アクティアス・アルテミス）。

## ギャラリー

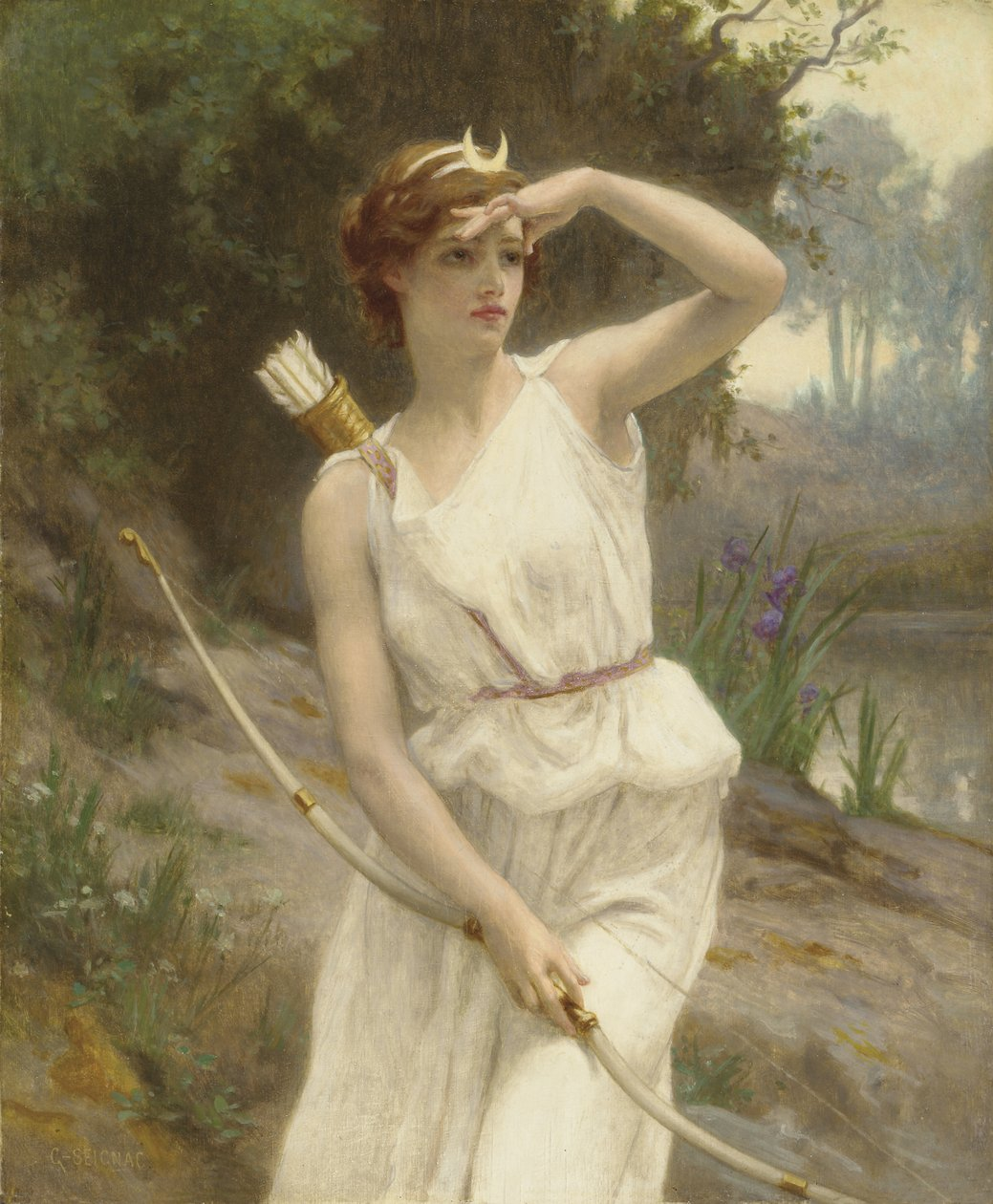
ギヨーム・セイニャク（英語版）『女狩人アルテミス』（19世紀）個人蔵
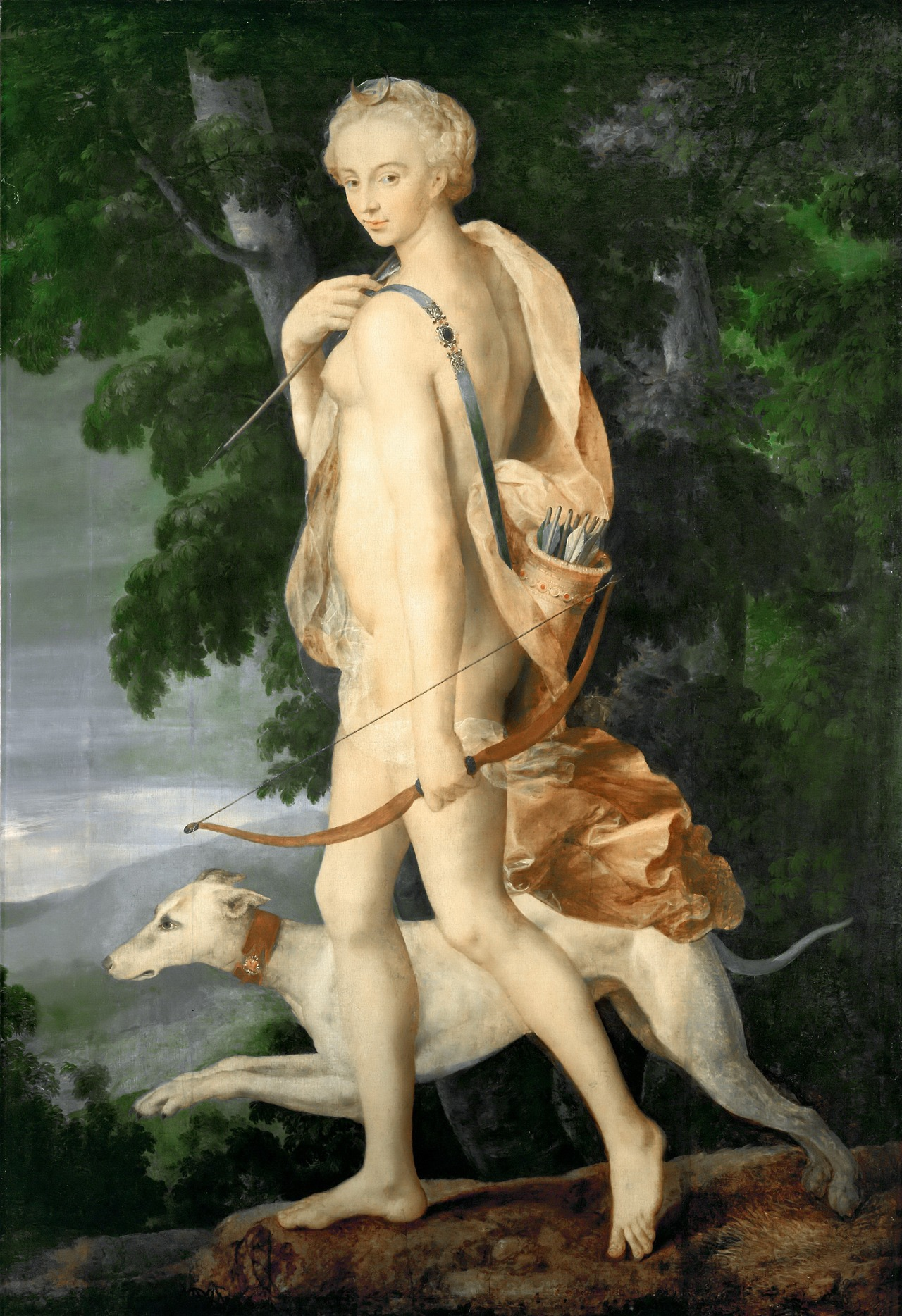
ルカ・ペンニ（英語版）『女狩人アルテミス』（1550年）ルーヴル美術館所蔵
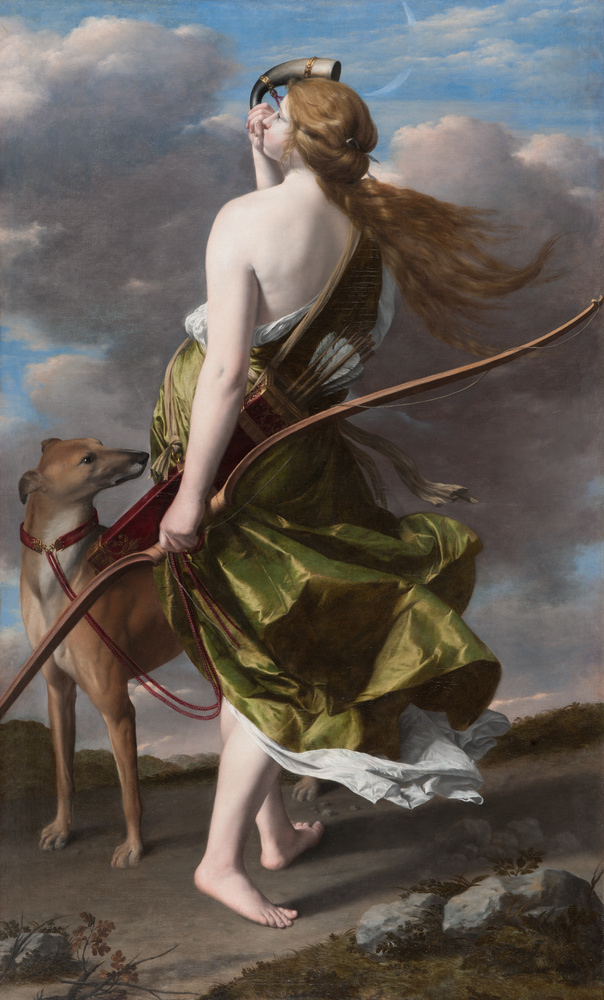
オラツィオ・ジェンティレスキ『女狩人アルテミス』（1624-1630年）ナント美術館所蔵
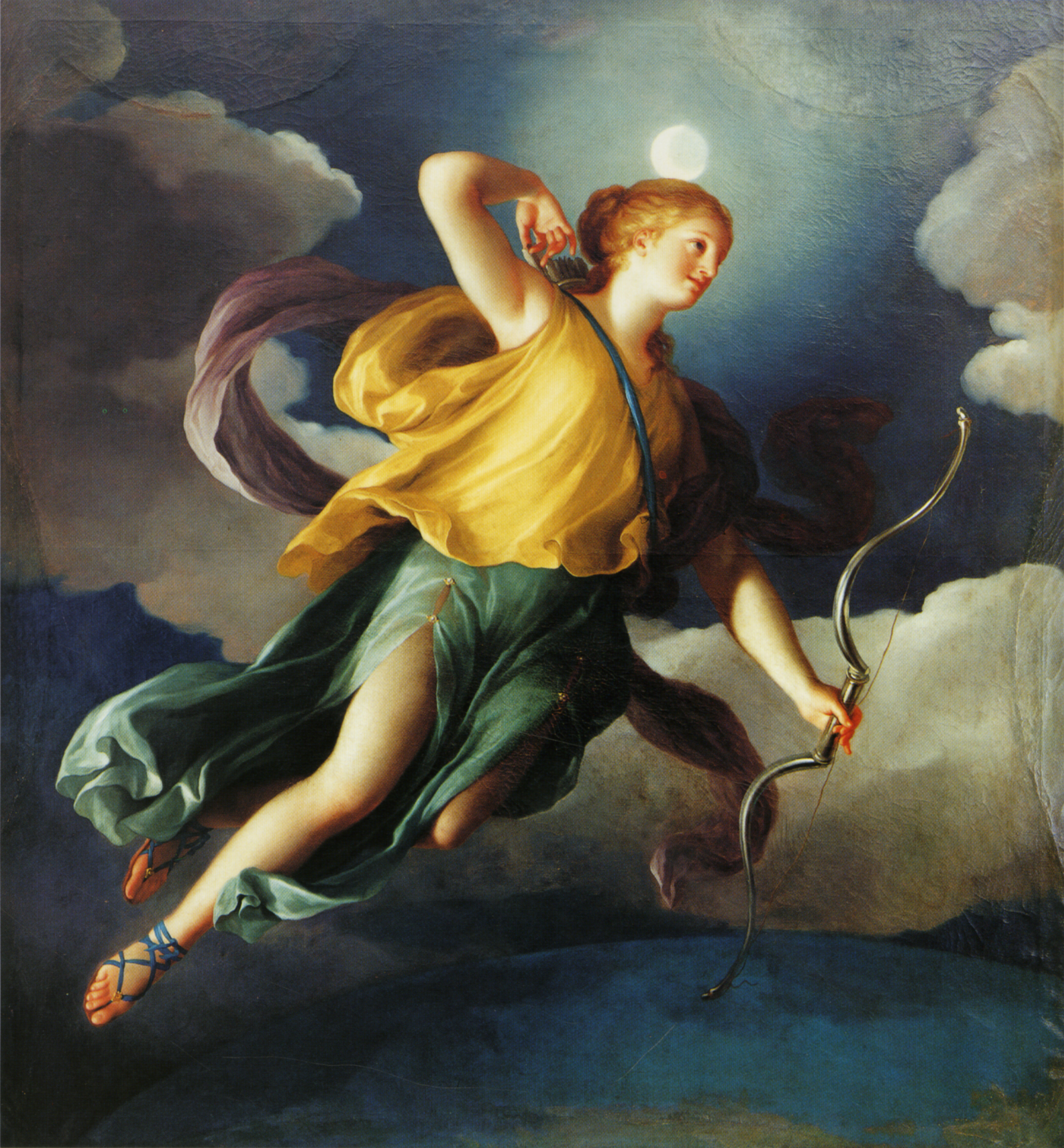
アントン・ラファエル・メングス『夜空にあるアルテミス』（1765年）モンクロア宮殿所蔵
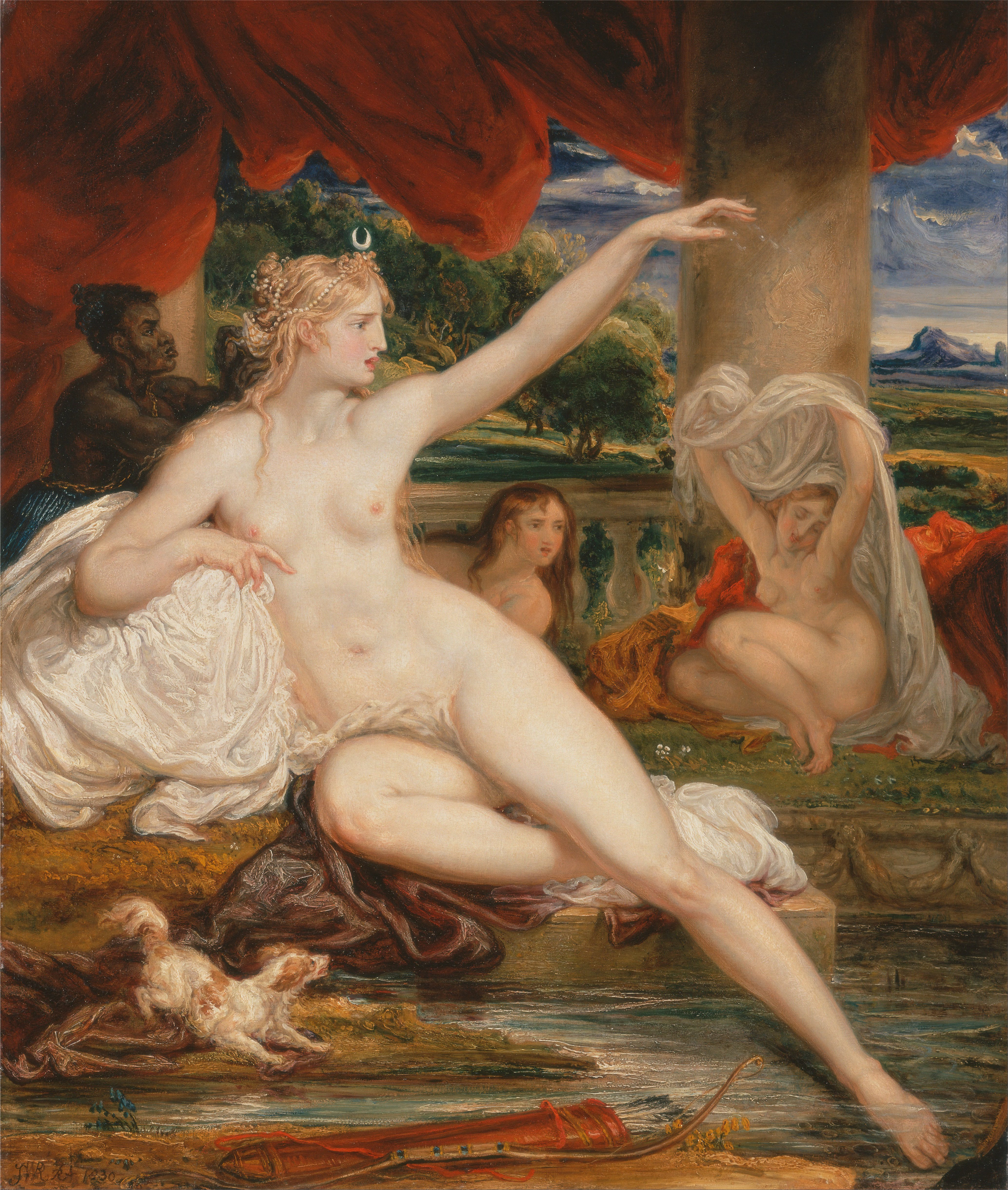
ジェームズ・ウォード『アルテミスの水浴』（1830年）イェール英国芸術センター（英語版）所蔵
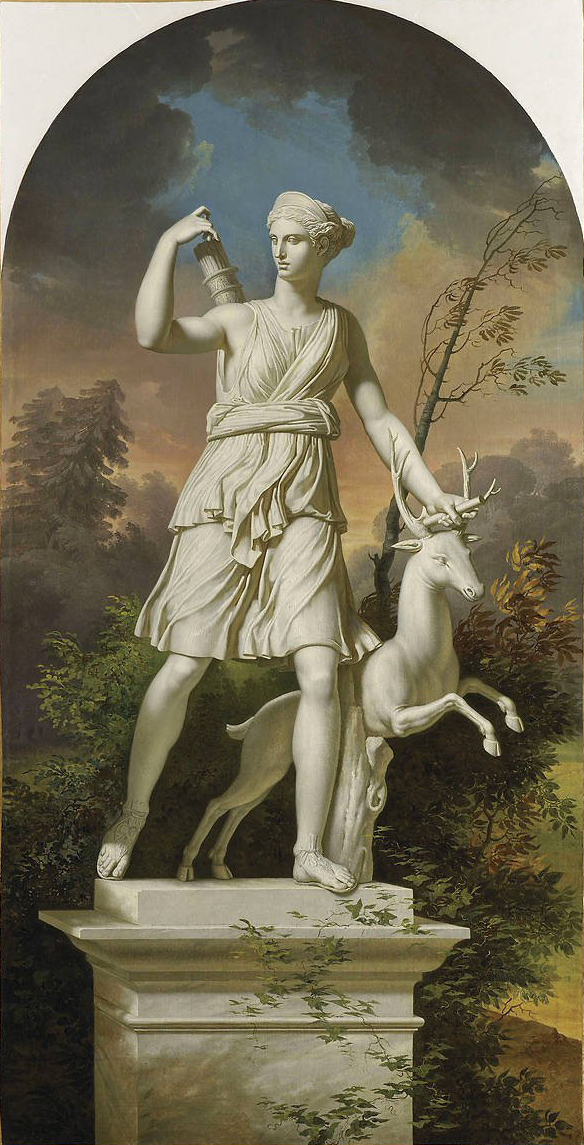
シャルル・メニエ『野原にある女狩人アルテミス像』（19世紀）フランス革命博物館（英語版）所蔵
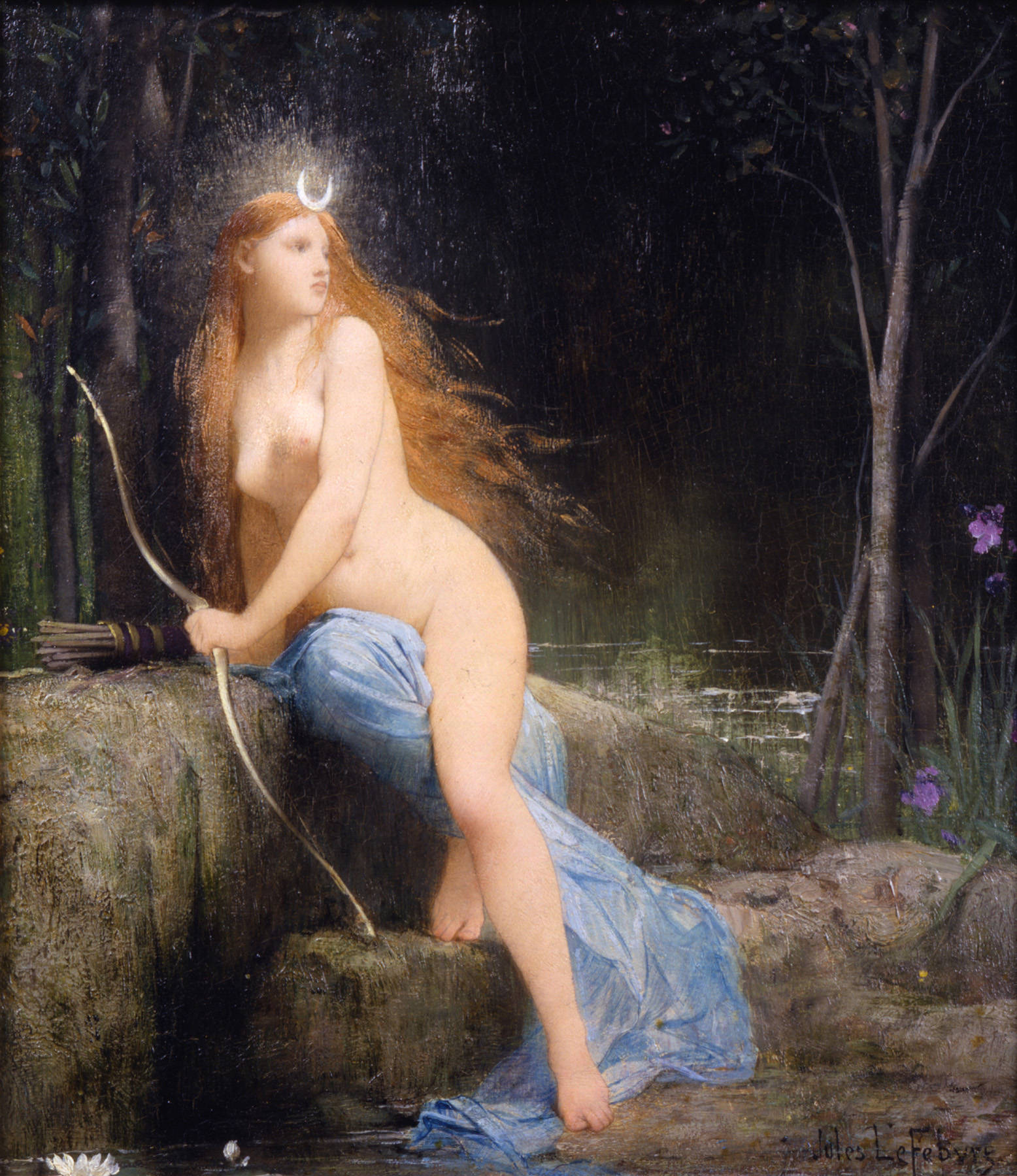
ジュール・ジョゼフ・ルフェーブル『アルテミス』（1879年）ダーヘシュ美術館（英語版）所蔵
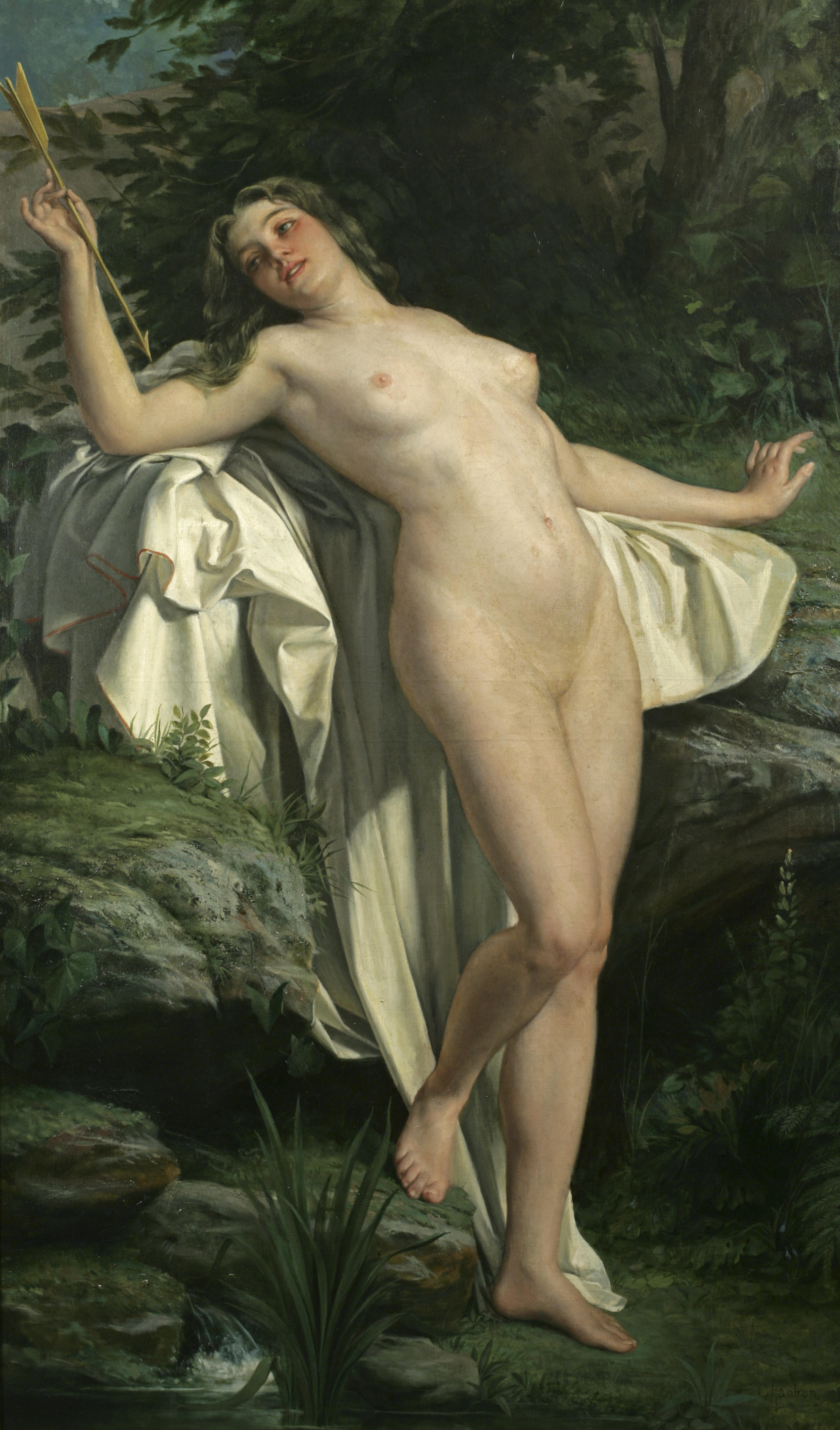
アレクサンドル＝ジャック・シャントロン『アルテミスの水浴』（19世紀頃）個人蔵
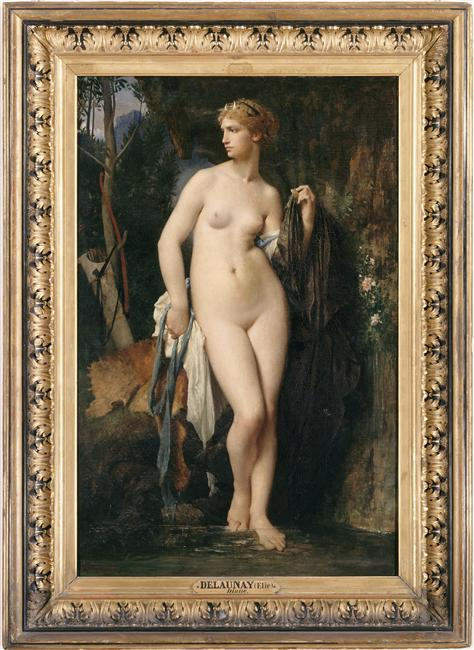
ジュール＝エリー・ドローネー『アルテミスの水浴』（1872年）オルセー美術館所蔵
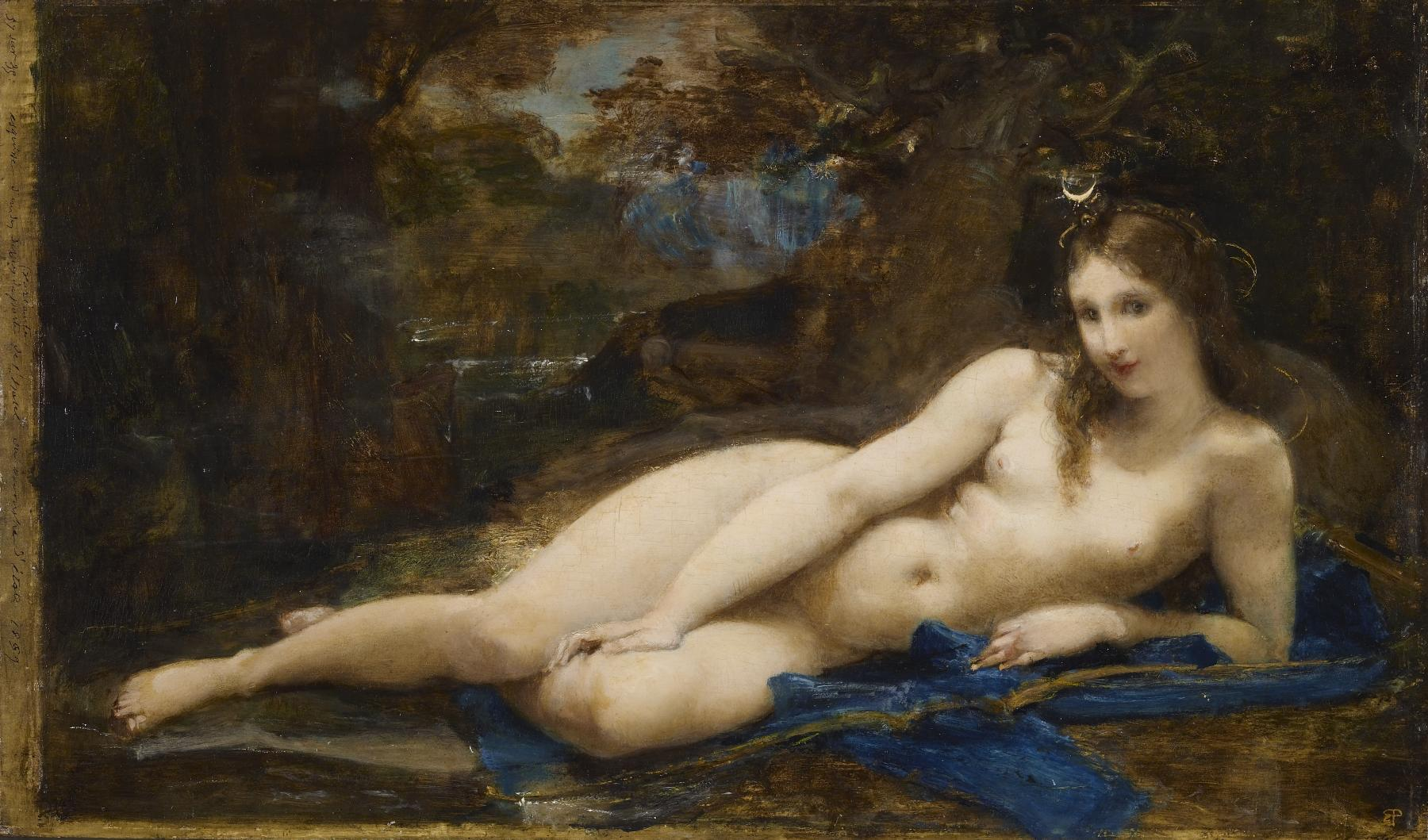
ポール・ボードリー『休息中のアルテミス』（1859年頃）ウォルターズ美術館所蔵
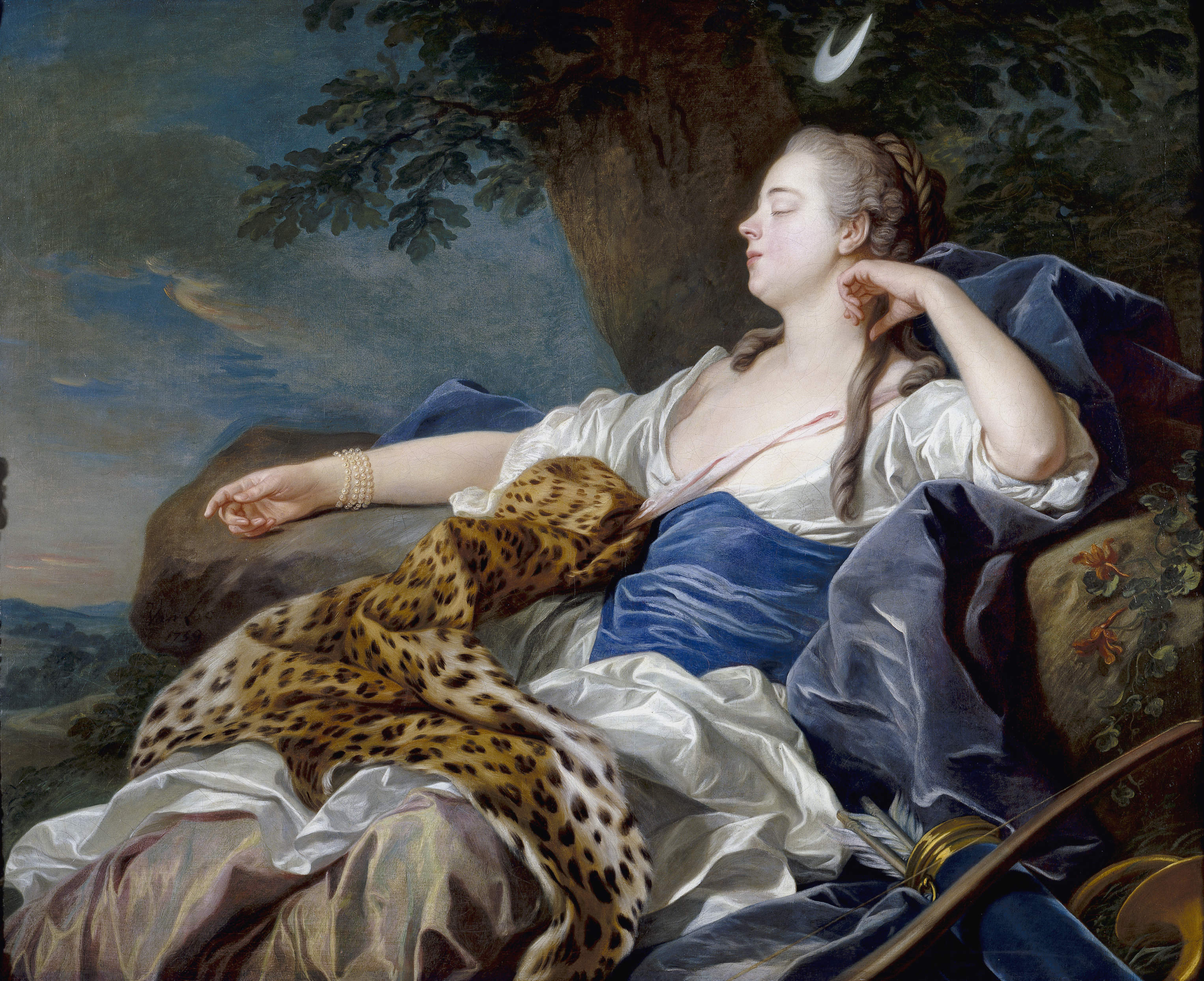
ルイ＝ミシェル・ヴァン・ロー『野原にあるアルテミス』（1739年）プラド美術館所蔵
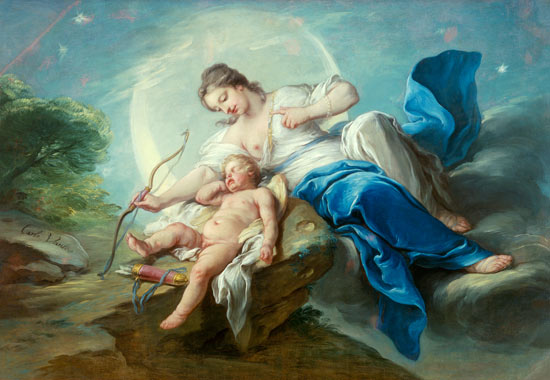
シャルル＝アメデー＝フィリップ・ヴァン・ロー『アルテミスに武器を取られたアモール』（18世紀）個人蔵
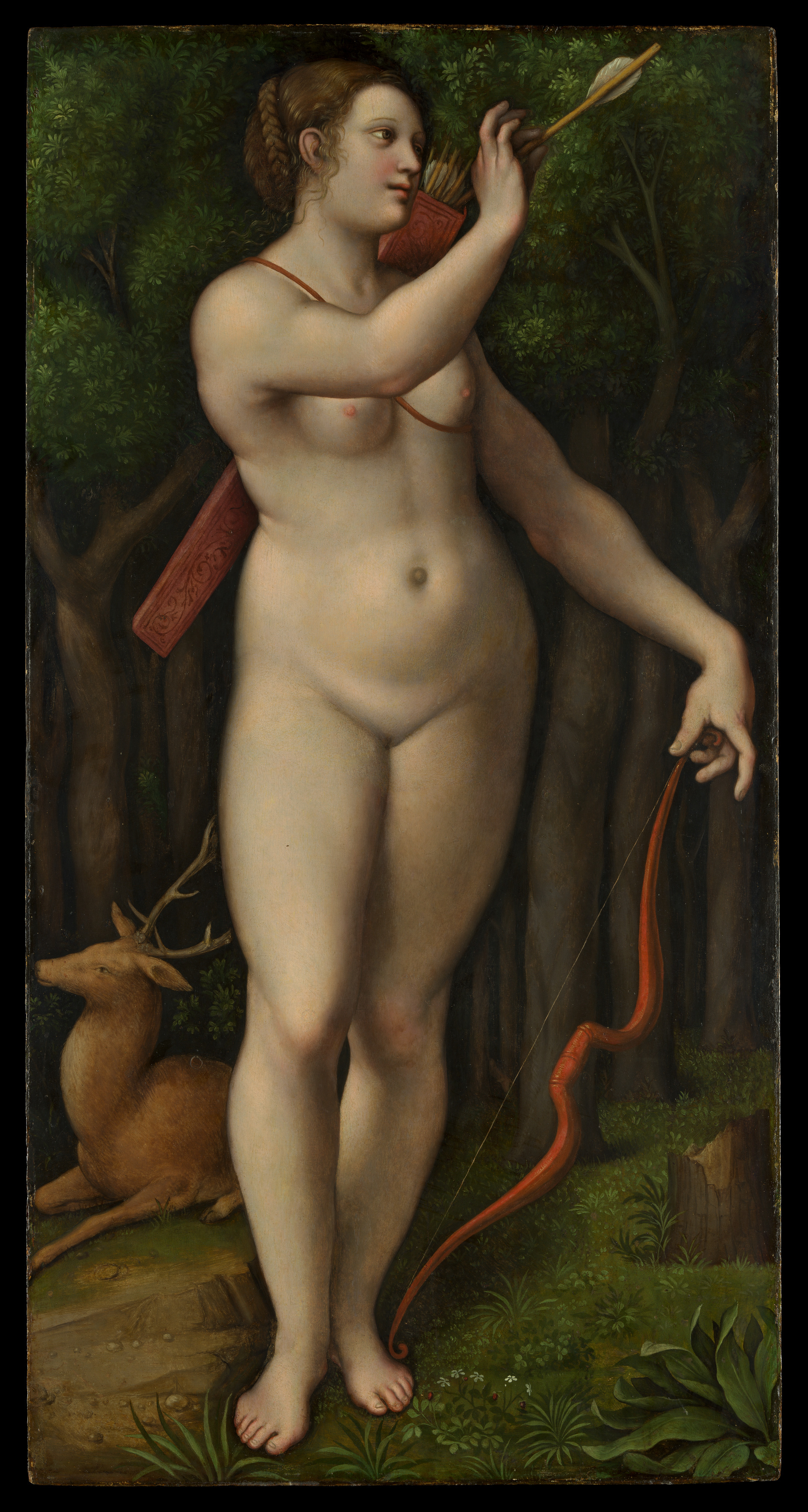
ジャンピエトリーノ（英語版）『女狩人アルテミス』（1526年）メトロポリタン美術館所蔵
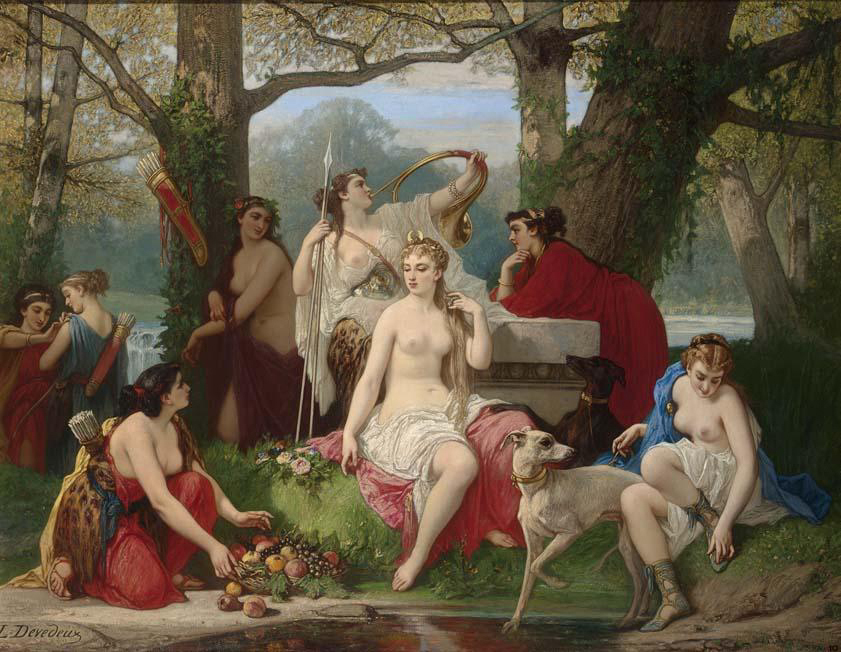
ルイ・タヴィドゥー（フランス語版）『森にあるニンフたちによって囲まれたアルテミス』（1874年頃）個人蔵
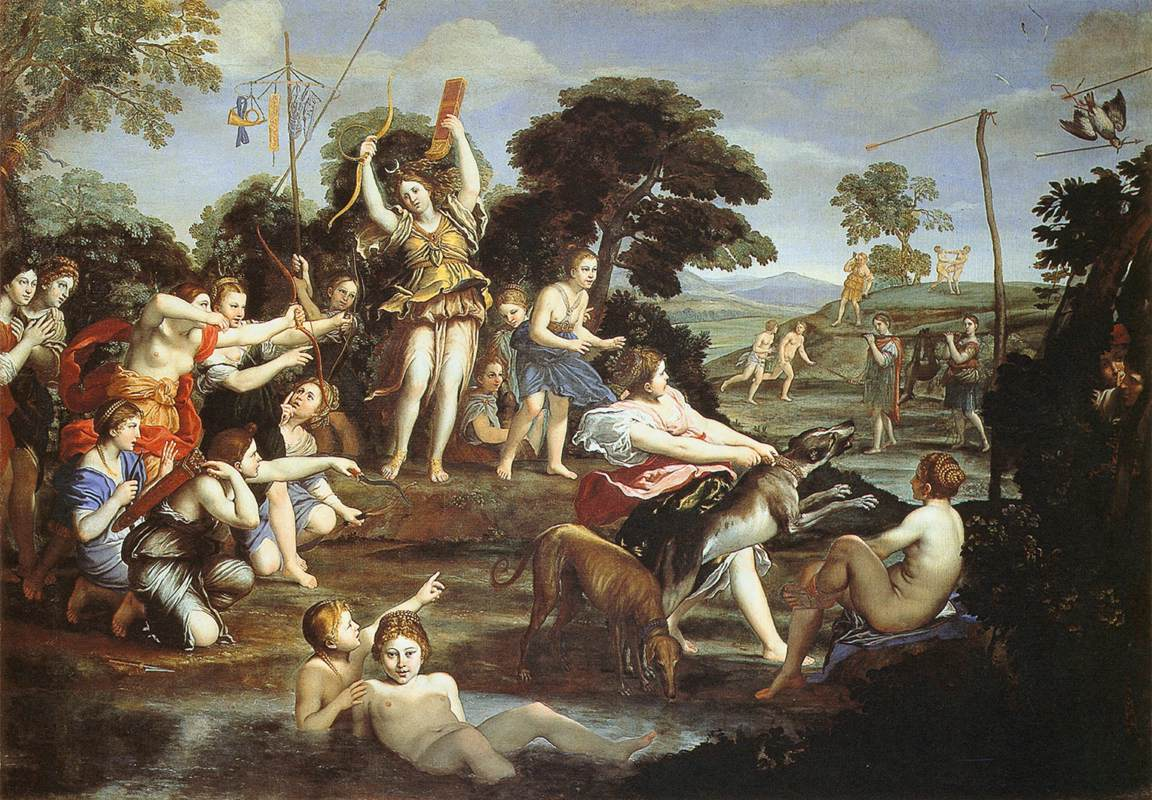
ドメニキーノ『アルテミスの狩猟』（1616年）ボルゲーゼ美術館所蔵
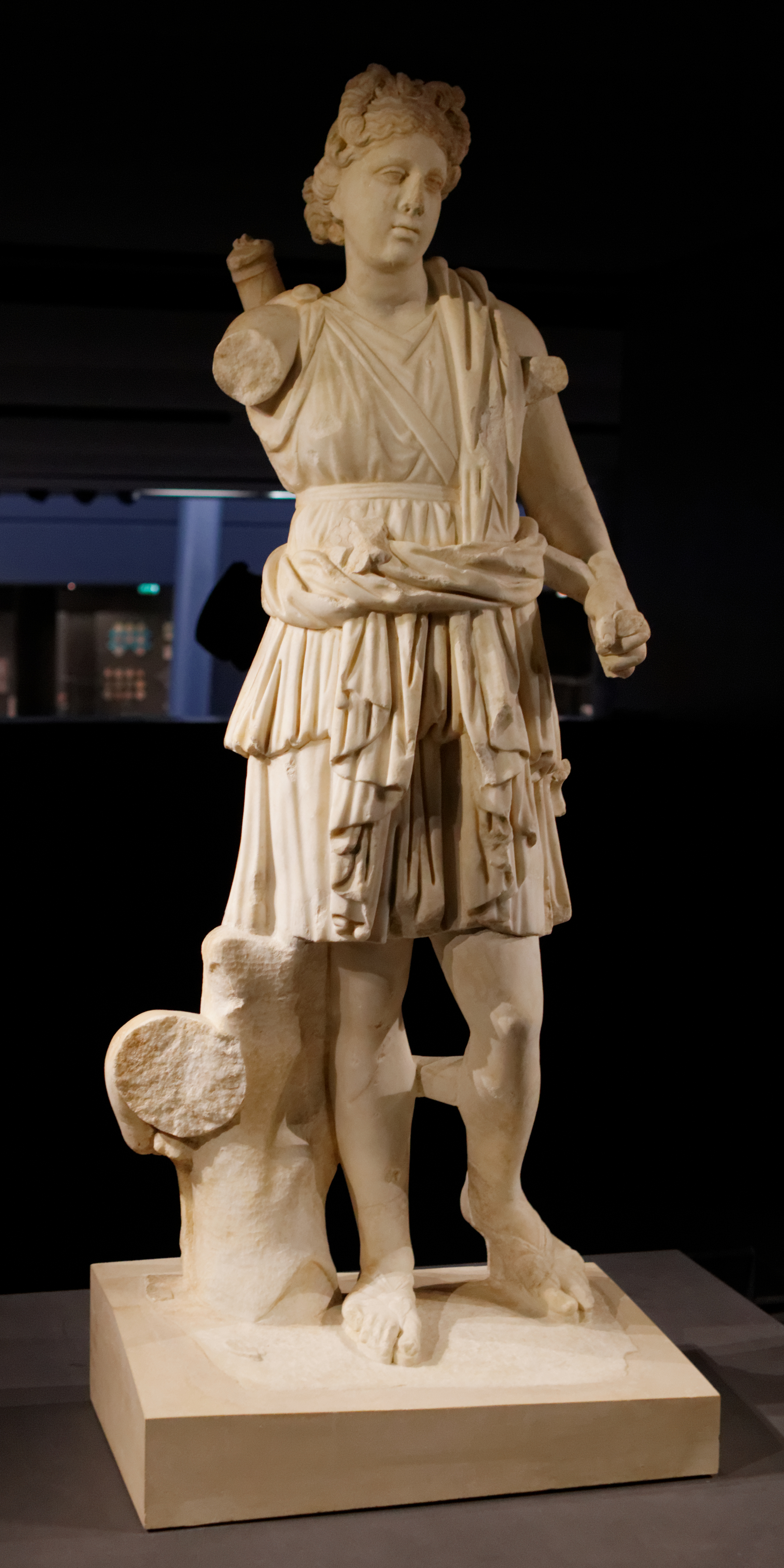
アルテミス像、ルーヴル美術館所蔵
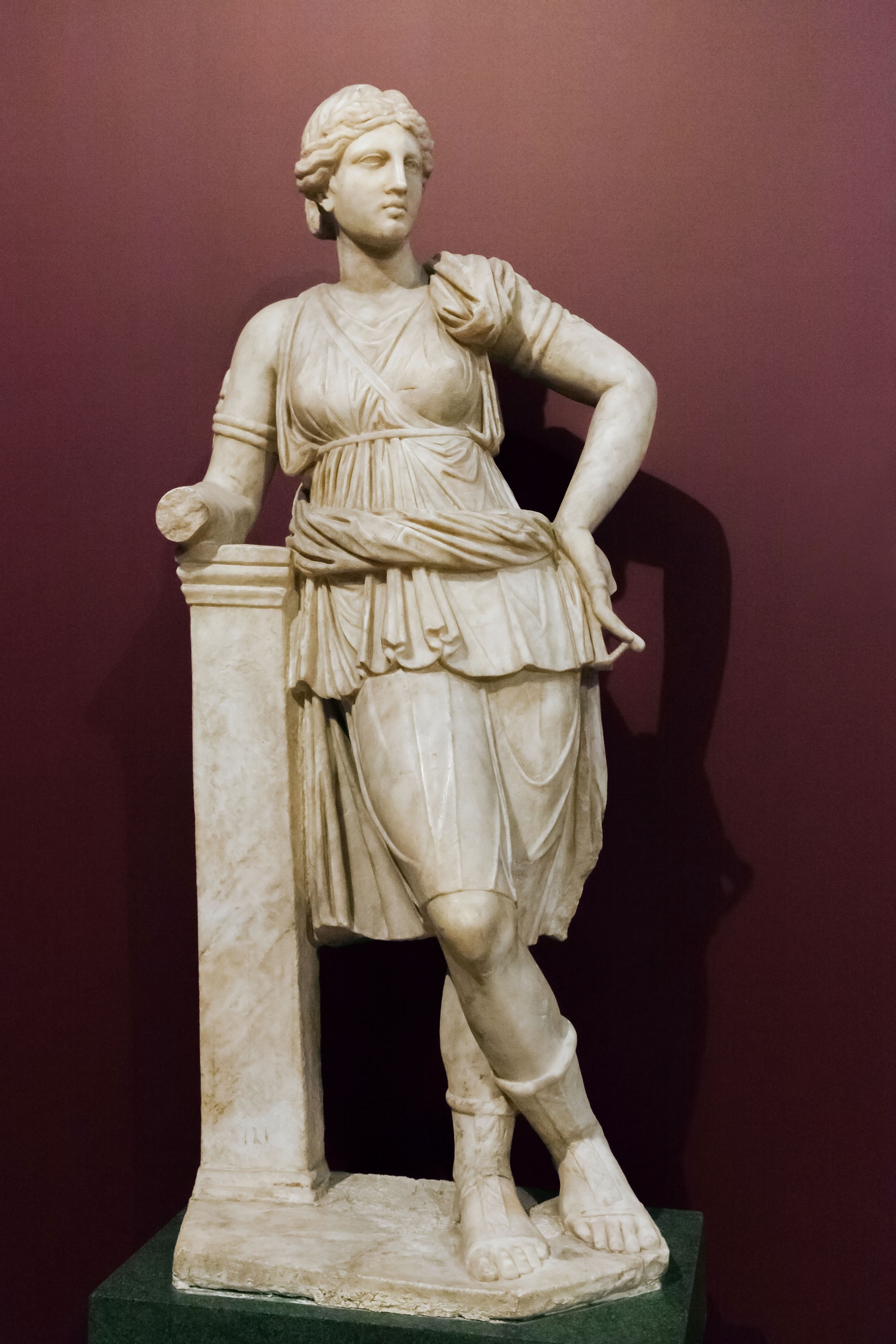
アルテミス像、イスタンブル考古学博物館所蔵
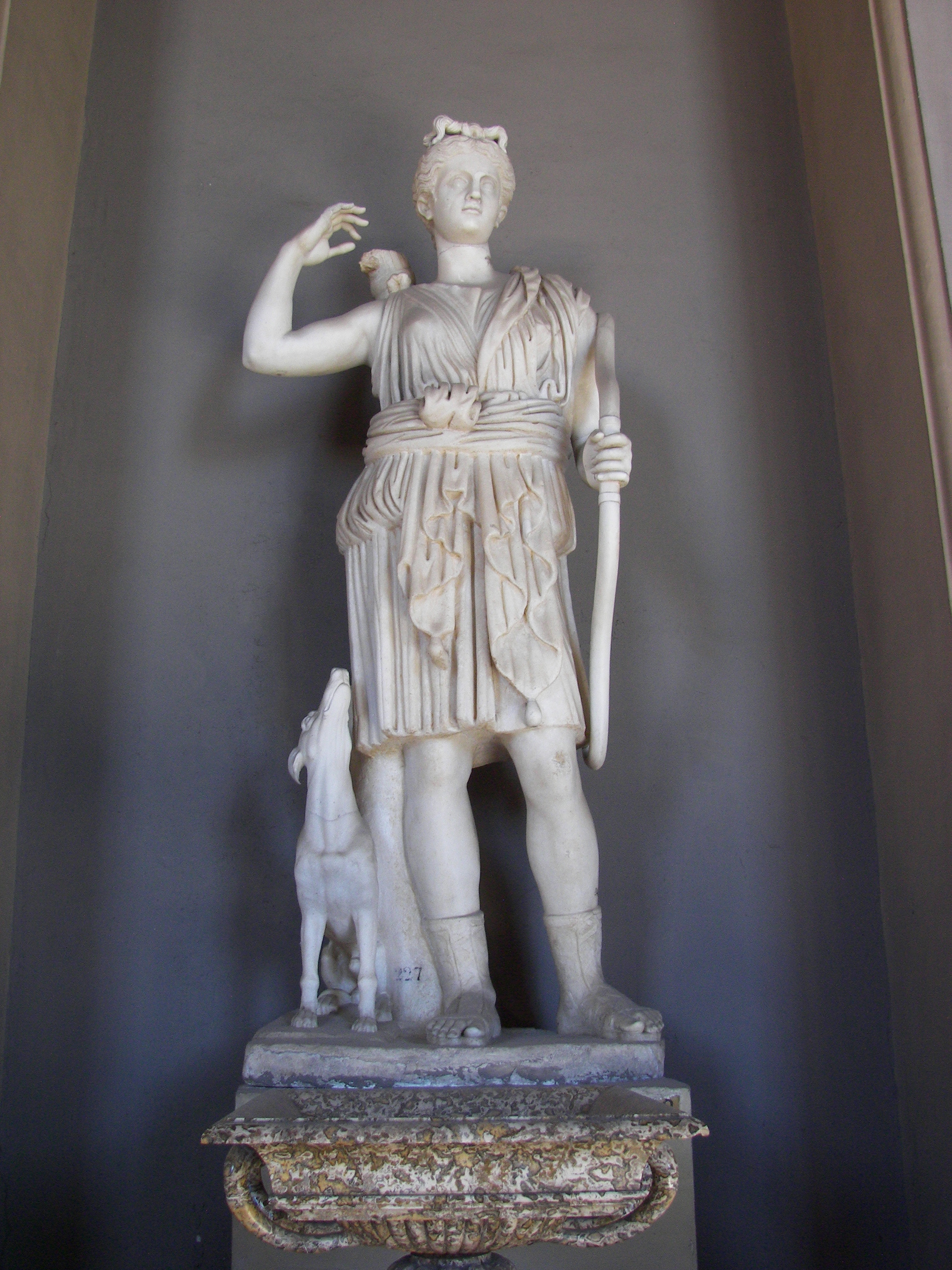
女狩人アルテミスの像、バチカン美術館所蔵
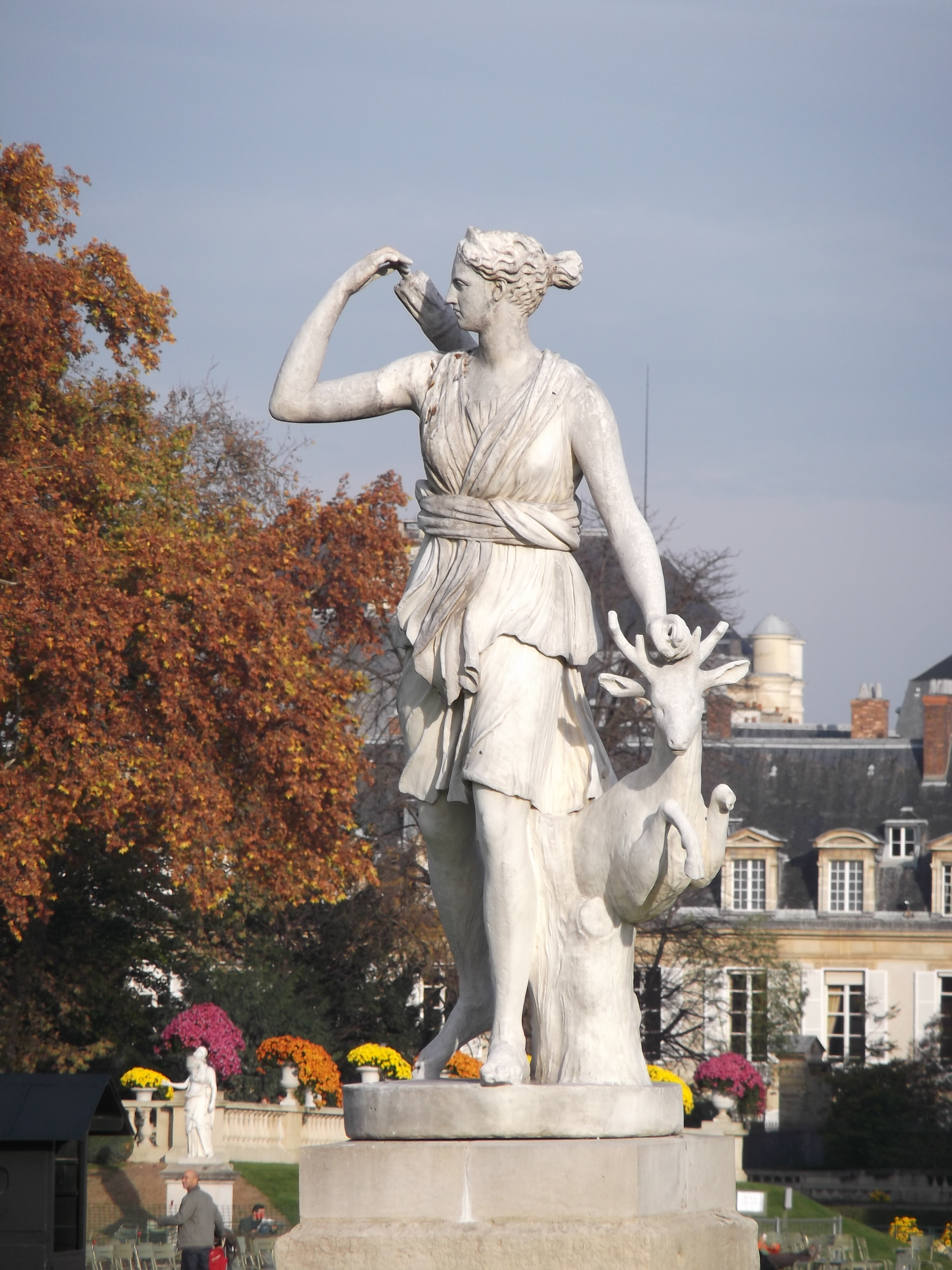
リュクサンブール公園にあるアルテミスの像
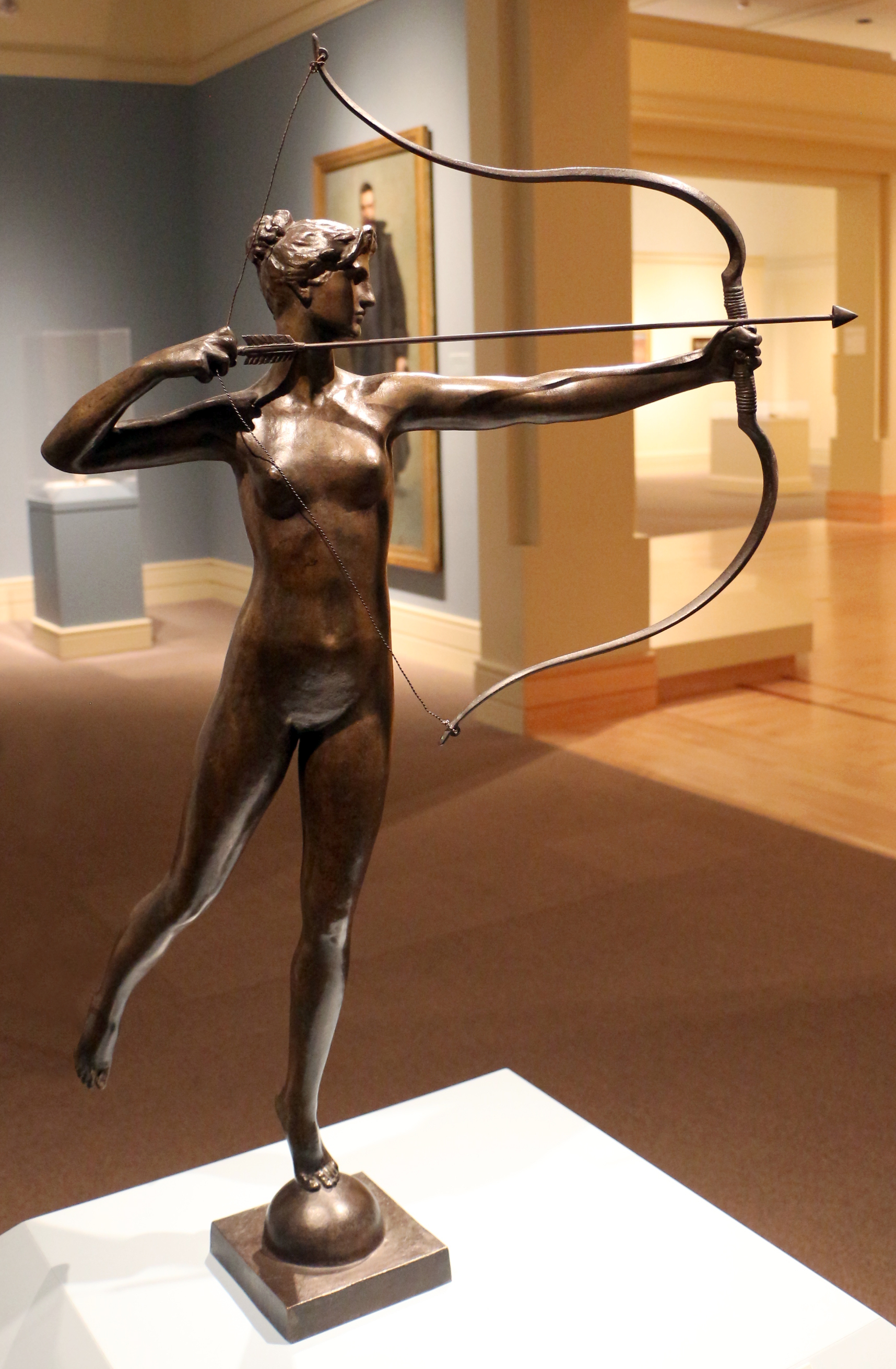
オーガスタス・セント＝ゴーデンス『女狩人アルテミス』（1895-1905年頃）インディアナポリス美術館所蔵